# Nataša Ljepoja
Nataša Ljepoja, slovenska rokometašica, * 28. januar 1996, Celje. 
Nataša je članica RK Krim in slovenske reprezentance. Pred tem je igrala za RK Zagorje.
Za Slovenijo je nastopila na svetovnem prvenstvu 2019.